# Формула світла
Формула світла (рос. Формула света) — радянський художній фільм 1982 року, знятий на кіностудії «Мосфільм».

## Сюжет
Прибувши на два дні раніше на будівництво, практично заморожене колишніми керівниками, головний інженер будівництва Єнісейської електростанції Маховиков побачив справжній стан справ. Він рішуче береться за справу.

## У ролях
- Петро Глєбов — Олексій Хомич Маховиков
- Тамара Сьоміна — Наталія Василівна
- Сергій Сазонтьєв — Олександр Мітін
- Анатолій Ведьонкін — Ваня, персональний водій
- Олег Голубицький — Сергій Віталійович Зарубін
- Віктор Шульгін — Кусакін
- Віктор Філіппов — Віктор Михайлович Калюжний, постачальник
- Микола Сімкин — Іванов, начальник відділу кадрів
- Михайло Зимін — Федір Іванович, міністр
- Геннадій Барков — журналіст
- Валентин Брилєєв — Крилов
- Тетяна Гаврилова — Сапожникова
- Ірина Дітц — журналістка
- Андрій Карташов — журналіст
- Лілія Макєєва — секретарка
- Володимир Піцек — Чульов, головбух
- Тетяна Ронамі — журналістка
- Роман Хомятов — головний інженер
- Костянтин Вокшин — Толік, прийомний син Маховикова
- Петро Кононихін — епізод
- Володимир Довейко — епізод
- Раїса Сазонова — відвідувачка ресторану
- В'ячеслав Ушанов — шофер
- Валерій Денисов — епізод

## Знімальна група
- Режисер — Олександр Свєтлов
- Сценарист — Олександр Лапшин
- Оператор — Віктор Шейнін
- Композитор — Андрій Ешпай
- Художник — Євген Черняєв